# Agaleptoides mangenoti
Agaleptoides mangenoti là một loài bọ cánh cứng trong họ Cerambycidae.